# YUV

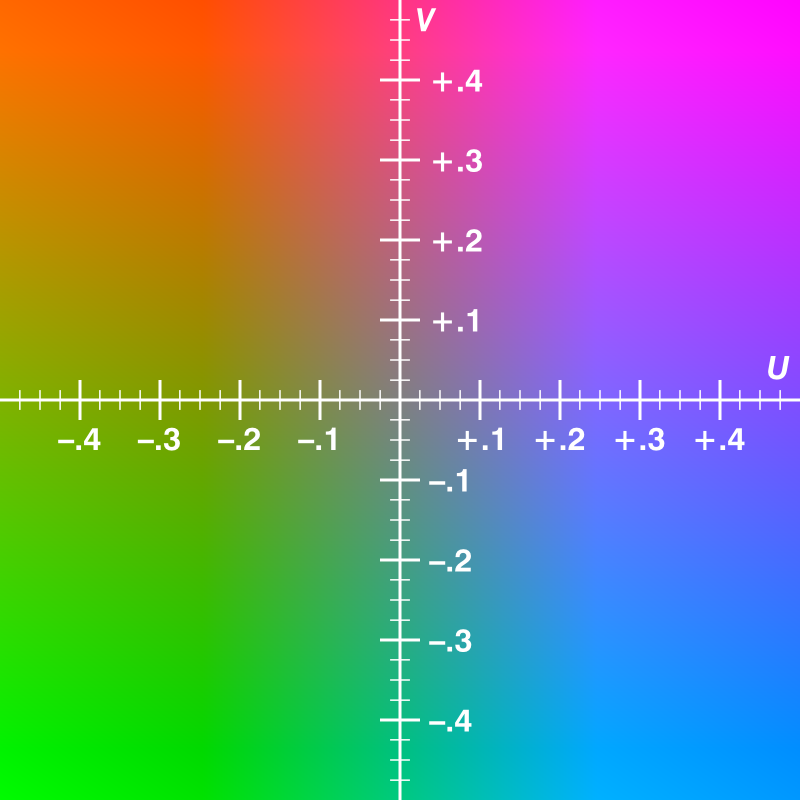
Voorbeeld van het U-V-vlak, Y-waarde = 0,5

YUV is de kleurenruimte die in het PAL-televisiecodeersysteem wordt gebruikt, de norm in het grootste deel van Europa en vele landen elders op de wereld. Y staat voor de helderheidcomponent (luminantie) en U en V zijn de kleurcomponenten (chrominantie). De YCbCr- en YPbPr-kleurenruimtes, die gebruikt worden bij componentvideo zijn van YUV afgeleid (Cb/Pb en Cr/Pr zijn eenvoudigweg geschaalde versies van U en V). Soms worden deze kleurenruimtes domweg ook met "YUV" aangeduid, maar dit is niet geheel correct. De YIQ-kleurenruimte die in het NTSC-televisiecodeersysteem wordt gebruikt is ook verwant, hoewel op een minder eenvoudige manier.
De YUV-signalen worden normaliter gecreëerd uit een RGB (rood, groen en blauw) kleurenbron. De gewogen waarden van R, G en B worden bij elkaar opgeteld om één enkel signaal Y te produceren, dat de algemene helderheid, of luminantie, van dat signaal vertegenwoordigt. Het U-signaal wordt dan gecreëerd door Y af te trekken van het blauwe signaal uit het originele RGB, en dan te schalen; en het V-signaal door Y af te trekken van het rode signaal en dan te schalen. Dit kan gemakkelijk met een analoog schakelschema worden verwezenlijkt.
De volgende vergelijkingen kunnen worden gebruikt om Y, U en V uit R, G en B af te leiden:
{\displaystyle {\begin{aligned}Y&=+0{,}299R+0{,}587G+0{,}114B\\U&=0{,}492(B-Y)\\&=-0{,}147R-0{,}289G+0{,}436B\\V&=0{,}877(R-Y)\\&=+0{,}615R-0{,}515G-0{,}100B\\\end{aligned}}}
Hierbij worden R, G en B verondersteld een bereik van 0 tot 1 te hebben, met 0 als minimumintensiteit en 1 als maximumintensiteit.

## Luminantie-/chrominantiesystemen in het algemeen
Het primaire voordeel van luminantie/chrominantiesystemen zoals YUV en zijn broertjes YIQ en YDbDr is dat zij compatibel blijven met zwart-wit analoge televisie. Het Y-signaal is vrijwel hetzelfde signaal dat zou zijn uitgezonden door een normale zwart/wit camera (met enige subtiele veranderingen); de U- en V-signalen kunnen eenvoudig worden genegeerd. Indien we in een kleurenomgeving werken wordt het aftrekproces omgekeerd en verkrijgen we de originele RGB-kleurenruimte.
Een ander voordeel van YUV is dat het signaal gemakkelijk kan worden gemanipuleerd om enige informatie gericht te verwijderen om bandbreedte te besparen. Het menselijke oog heeft namelijk een vrij lage kleurenresolutie: de hoge-resolutie kleurenbeelden die we zien worden door ons visueel systeem verwerkt door een hoge-resolutie zwart/witbeeld te combineren met een lage-resolutiekleurenbeeld. Standaarden als PAL en NTSC gebruiken deze feiten in hun voordeel, en reduceren de signaalbandbreedte voor de chrominantie aanzienlijk. NTSC bewaart slechts 11% van het originele blauw en 30% van het originele rood, en gooit de rest weg. Bij PAL is de situatie iets beter, maar ook hier worden grote hoeveelheden data verwijderd. Aangezien groen reeds in het Y-signaal wordt gecodeerd, hebben de resulterende signalen van U en van V een wezenlijk kleinere bandbreedte dan zij zouden hebben als de originele RGB-signalen of de onaangepaste YUV-signalen zouden zijn verzonden. Dit uitfilteren van de blauwe en rode signalen is vrij eenvoudig te verwezenlijken zodra het signaal zich in de YUV-kleurenruimte bevindt.
Natuurlijk vermindert dit proces de beeldkwaliteit. In de jaren 50, toen de kleurentelevisie werd ontwikkeld was dit niet echt van belang omdat de toenmalige weergeefapparaten geen beelden konden tonen met een kwaliteit die beter was dan de kwaliteit van het ontvangen televisiesignaal. Maar vandaag de dag kan een moderne televisie meer informatie tonen dan in de uitgeklede signalen te vinden is. Dit heeft geleid tot een aantal initiatieven om beelden op te nemen met zo veel mogelijk behoud van het originele YUV-signaal, zoals S-Video op videorecorders. YUV wordt ook gebruikt als het standaardformaat voor de tegenwoordige videocompressiealgoritmen, waaronder mpeg-2 dat in digitale televisie en bij DVDs wordt gebruikt. Het professioneel CCIR 601 niet gecomprimeerd digitaal videoformaat gebruikt ook de YUV-kleurenruimte, wegens compatibiliteit met de gangbare analoge videoformaten, die dan gemakkelijk in om het even welk nodig uitvoerformaat kunnen worden gemixt.
YUV is een veelzijdig formaat dat gemakkelijk naar andere gangbare videoformaten kan worden omgevormd. Bijvoorbeeld als men de U- en V-signalen op kwadratuurfasen van een hulpdraaggolf amplitude-moduleert, dan kom je uit op één enkel signaal genaamd C, voor chroma, waarmee het YC-signaal gevormd kan worden, S-Video dus. (Voor NTSC, bij PAL ligt het complexer.) Als je de Y- en C-signalen bij elkaar optelt, dan kom je uit op composietvideo, afspeelbaar op vrijwel elk televisietoestel. Elk van deze modulaties kan gemakkelijk met behulp van eenvoudige elektronische schakelingen worden verwezenlijkt, echter de demodulatie is vaak zeer moeilijk. Omdat dvd-spelers met het YUV-signaal werken, kunnen deze eenvoudig zijn geconstrueerd, aangezien het YUV-signaal eenvoudig om te vormen is tot S-Video of composietvideo en ook tot de originele RGB-signalen ten behoeve van de scart-connector. Overigens is dit een versimpelde weergave, aangezien het bouwen van een kwalitatief goede PAL-encoder degelijke elektronica vergt. Vaak wordt in het verre oosten echter goedkope elektronica gebruikt (voor NTSC afdoende) en veel apparatuur zoals dvd-spelers en VGA-kaarten leveren een ronduit slecht PAL-signaal af. Het verdient bij dit soort apparatuur de aanbeveling indien mogelijk de scartconnector in RGB-mode te gebruiken.

## Soorten downsampling
YUV-beelden kunnen op verschillende manieren worden bemonsterd; gebruikelijk zijn (in volgorde van dalende kwaliteit):
- YUV 4:4:4
- YUV 4:2:2
- YUV 4:2:0
- YUV 4:1:1
- YUV 4:1:1s
- YUV 4:1:0

De getallen wijzen op het relatieve belang dat aan elk kanaal op deze wijze wordt gegeven: het eerste getal geeft de relatieve hoeveelheid informatie van Y op elke lijn, tweede het relatieve aandeel van de U- en V-kanalen over de even genummerde beeldlijnen, het derde aantal hetzelfde voor de oneven lijnen. Bijvoorbeeld, YUV 4:2:2 heeft twee keer zoveel informatie in het Y-kanaal als in elk van de U- en V-kanalen; bij YUV 4:2:0 heeft het Y-kanaal vier keer de hoeveelheid informatie als de andere twee kanalen, door de U- en V-informatie weg te laten uit de oneven beeldlijnen. Bij weergave wordt de ontbrekende U- en V-informatie dan benaderd door interpolatie van de omliggende waarden.
Veelvoorkomende high-end professionele formaten zijn YUV 4:2:2, dat wordt gebruikt in CCIR 601-video, en het optimale formaat YUV 4:4:4, waarbij geen informatie weggelaten wordt. Het gebruik van YUV 4:2:2 is goed mogelijk omdat het menselijke oog veel beter is bij het zien van verschillen in helderheid dan in kleur.
primaire kleur · secundaire kleur · tertiaire kleur · complementaire kleur · kleurencirkel · partitieve kleurmenging · kleurcontrast · kleurtemperatuur

kleurcodering · kleurruimte · CIELAB · CMYK · HSL/HLS · HSV/HSB · HTML-kleuren · NCS · Pantone PMS · RAL · RGB · YIQ · YUV · YPbPr